# План «Ост»
План «Ост», Генеральний план «Ост» (нім. Ost, Generalplan Ost) — «таємний» план уряду Третього Рейху з проведення освоєння земель Східної Європи і її німецької колонізації після перемоги над СРСР. Не був затверджений остаточно, 1943 року його розробку було припинено.
План «Ост», який був складовою частиною нацистської расової політики, був розроблений з метою реалізації гітлерівської ідеї життєвого простору на Сході (нім. Lebensraum) та втілення третього пункту програми НСДАП щодо нових територій та земель для німців. Адольф Гітлер у своїй книзі «Майн Кампф» негативно висловлювався щодо слов'ян, вважав їх нижчою расою та неодноразово відзначав, що майбутня німецька колонізація земель має відбуватися на східних землях, заселених слов'янами, тобто на землях «життєвого простору на Сході». Ще раніше, до приходу Адольфа Гітлера до влади, серед німецьких радикальних, шовіністичних кіл поширювалась ідея колонізації східних земель, заселених слов'янами (див: Дранґ нах Остен).
Варіант плану був розроблений в 1941 році Головним управлінням імперської безпеки і представлений 28 травня 1942 року співробітником Управління штабу імперського комісара з питань консолідації німецького народу, оберфюрером СС Меєром-Гетлінґом під найменуванням «Генеральний план Ост — основи правової, економічної і територіальної структури Сходу».
Текст цього документа був знайдений у федеральному архіві Німеччини в кінці 1980-х років, окремі документи були представлені на виставці в 1991 році, але повністю був оцифрований і опублікований лише в листопаді-грудні 2009 року.
На Нюрнберзькому процесі єдиним доказом існування плану були «Зауваження і пропозиції „Східного міністерства“ щодо генерального плану „Ост“», за словами обвинувачів, написані 27 квітня 1942 року співробітником міністерства східних територій Е. Ветцелем після ознайомлення з проектом плану, підготовленим РСХА. Саме цей документ сприймали за план «Ост» за часів СРСР.
Генеральний план «Ост», який був складовою нацистської расової політики, фігурував під час проведення трибуналу над нацистськими функціонерами, які займалися расовою та переселенською політикою Третього Рейху (англ. The "RuSHA Case"). Обвинувачений та засуджений за членство в злочинній організації СС Меєр-Гетлінґ розробив Генеральний план «Ост», який значився в матеріалах трибуналу як документ «NO-2255, Pros. Ex. 90».
Під час Другої світової війни німецькі нацисти здійснювали масову депортацію поляків з території Польщі і їхнє часткове онімечення.

## Сутність плану
Основний план Ост був розрахований на 20-30 років і передбачав таке:
- розділення на губернаторства та поступова колонізація німецьким населенням окупованих територій СРСР (п'ять губернаторств до Уралу);
- перетворення цих земель в район есесівських військових поселень.

Губернаторство Остланд (Білорусь, Естонія, Литва та Латвія) планувалося онімечити (вважалося арійськокровними територіями). Україна мала стати продовольчою опорою Третього Рейху у Східній Європі (75 % земель сільськогосподарського призначення за розрахунками плану).

## Зауваження і пропозиціїСхідного міністерстващодо генерального плану «Ост»
Експерт східного міністерства Ерхард Ветцель після ознайомленням з основним планом запропонував свої пропозиції.
Вони зводились до такого: впродовж 30 років пропонувалось збільшити кількість населення, що підлягало виселенню. Виселити 65 % населення Західної України, 75 % населення Білорусі, значну частину населення Литви, Латвії, Естонії. На вивільненій території мали плани поселити 45 млн німців. Корінне населення (за розрахунками есесівців, 14 млн осіб), що залишилося б на цих територіях, планувалося поступово онімечити і використовувати як некваліфіковану робочу силу. Багато уваги приділено вирішенню долі російського народу. Також значною проблемою було небажання масового переселення німців на Схід.